# SN 2003dk
SN 2003dk – supernowa odkryta 27 marca 2003 roku w galaktyce A131531-0720. W momencie odkrycia miała maksymalną jasność 19,20m.